# Ligue des champions de l'AFC 2013
Navigation
Édition précédente Édition suivante
La Ligue des champions de l'AFC 2013 est la 32e édition de la plus prestigieuse des compétitions inter-clubs asiatiques, la 11e sous le nom de Ligue des champions. Elle oppose les meilleurs clubs d'Asie qui se sont illustrés dans leurs championnats respectifs la saison précédente. Le vainqueur de cette compétition participera à la Coupe du monde des clubs 2013.
C'est le club chinois de Guangzhou Evergrande qui remporte la compétition après avoir battu la formation coréenne du FC Séoul en finale. Il s'agit du tout premier titre pour un club chinois alors que le FC Séoul connaît un second échec en finale après celle perdue en 2002. L'attaquant brésilien de Guangzhou Muriqui est sacré meilleur joueur et meilleur buteur de la compétition avec treize réalisations.
À noter l'absence du tenant du titre, Ulsan Hyundai, qui ne peut pas participer à la compétition car il n'a terminé le championnat sud-coréen qu'à la 5e place et que son succès lors de l'édition précédente ne lui garantit pas une qualification automatique.

## Participants
Un total de 35 équipes provenant de 10 associations membres de la Confédération asiatique de football (AFC) sont invitées à prendre part à la Ligue des champions. 
La fédération asiatique a d’abord défini des critères que les associations membres doivent respecter pour pouvoir envoyer leurs clubs dans la compétition continentale. Ces critères reposent notamment sur la professionnalisation des clubs, l'état des stades et des infrastructures, l’organisation du championnat local et l'affluence. Selon le degré de respect de ces critères, l'AFC accorde un nombre précis de places aux associations, qui peut aller de quatre places qualificatives pour la phase de groupes et/ou les barrages à aucune si les critères ne sont atteints en aucun point.
Ainsi, seules 10 associations membres sur les 22 affiliées à l'AFC ont atteint les critères minimum pour envoyer au moins un représentant en barrage de la Ligue des champions.
| Phase de groupes | Phase de groupes | Phase de groupes | Phase de groupes | Phase de groupes | Phase de groupes | Phase de groupes | Phase de groupes | Phase de groupes | Phase de groupes | Phase de groupes | Phase de groupes | Phase de groupes | Phase de groupes | Phase de groupes | Phase de groupes |
| Asie de l'ouest | Asie de l'ouest | Asie de l'ouest | Asie de l'ouest | Asie de l'ouest | Asie de l'ouest | Asie de l'ouest | Asie de l'ouest | Asie de l'est | Asie de l'est | Asie de l'est | Asie de l'est | Asie de l'est | Asie de l'est | Asie de l'est | Asie de l'est |
| --- | --- | --- | --- | --- | --- | --- | --- | --- | --- | --- | --- | --- | --- | --- | --- |
| - Al-Shabab Champion d'Arabie saoudite en 2011-2012 - Al-Ahli Vainqueur de la coupe d'Arabie saoudite 2012 - Al-Hilal 3e d'Arabie saoudite en 2011-2012 - Ettifaq FC 4e d'Arabie saoudite en 2011-2012 - Lekhwiya SC Champion du Qatar en 2011-2012 - Al Jaish 2e du Qatar en 2011-2012 - Al-Rayyan 3e du Qatar en 2011-2012 - Al-Gharafa Vainqueur de la coupe du Qatar 2011-2012 - Sepahan Ispahan Champion d'Iran en 2011-2012 - Teraktor Sazi 2e d'Iran en 2011-2012 - Esteghlal Vainqueur de la coupe d'Iran 2011-2012 - Al-Ain Champion des Émirats arabes unis en 2011-2012 - Al-Jazira Vainqueur de la coupe des Émirats arabes unis 2011-2012 - Pakhtakor Tachkent Champion d'Ouzbékistan en 2012 | - Al-Shabab Champion d'Arabie saoudite en 2011-2012 - Al-Ahli Vainqueur de la coupe d'Arabie saoudite 2012 - Al-Hilal 3e d'Arabie saoudite en 2011-2012 - Ettifaq FC 4e d'Arabie saoudite en 2011-2012 - Lekhwiya SC Champion du Qatar en 2011-2012 - Al Jaish 2e du Qatar en 2011-2012 - Al-Rayyan 3e du Qatar en 2011-2012 - Al-Gharafa Vainqueur de la coupe du Qatar 2011-2012 - Sepahan Ispahan Champion d'Iran en 2011-2012 - Teraktor Sazi 2e d'Iran en 2011-2012 - Esteghlal Vainqueur de la coupe d'Iran 2011-2012 - Al-Ain Champion des Émirats arabes unis en 2011-2012 - Al-Jazira Vainqueur de la coupe des Émirats arabes unis 2011-2012 - Pakhtakor Tachkent Champion d'Ouzbékistan en 2012 | - Al-Shabab Champion d'Arabie saoudite en 2011-2012 - Al-Ahli Vainqueur de la coupe d'Arabie saoudite 2012 - Al-Hilal 3e d'Arabie saoudite en 2011-2012 - Ettifaq FC 4e d'Arabie saoudite en 2011-2012 - Lekhwiya SC Champion du Qatar en 2011-2012 - Al Jaish 2e du Qatar en 2011-2012 - Al-Rayyan 3e du Qatar en 2011-2012 - Al-Gharafa Vainqueur de la coupe du Qatar 2011-2012 - Sepahan Ispahan Champion d'Iran en 2011-2012 - Teraktor Sazi 2e d'Iran en 2011-2012 - Esteghlal Vainqueur de la coupe d'Iran 2011-2012 - Al-Ain Champion des Émirats arabes unis en 2011-2012 - Al-Jazira Vainqueur de la coupe des Émirats arabes unis 2011-2012 - Pakhtakor Tachkent Champion d'Ouzbékistan en 2012 | - Al-Shabab Champion d'Arabie saoudite en 2011-2012 - Al-Ahli Vainqueur de la coupe d'Arabie saoudite 2012 - Al-Hilal 3e d'Arabie saoudite en 2011-2012 - Ettifaq FC 4e d'Arabie saoudite en 2011-2012 - Lekhwiya SC Champion du Qatar en 2011-2012 - Al Jaish 2e du Qatar en 2011-2012 - Al-Rayyan 3e du Qatar en 2011-2012 - Al-Gharafa Vainqueur de la coupe du Qatar 2011-2012 - Sepahan Ispahan Champion d'Iran en 2011-2012 - Teraktor Sazi 2e d'Iran en 2011-2012 - Esteghlal Vainqueur de la coupe d'Iran 2011-2012 - Al-Ain Champion des Émirats arabes unis en 2011-2012 - Al-Jazira Vainqueur de la coupe des Émirats arabes unis 2011-2012 - Pakhtakor Tachkent Champion d'Ouzbékistan en 2012 | - Al-Shabab Champion d'Arabie saoudite en 2011-2012 - Al-Ahli Vainqueur de la coupe d'Arabie saoudite 2012 - Al-Hilal 3e d'Arabie saoudite en 2011-2012 - Ettifaq FC 4e d'Arabie saoudite en 2011-2012 - Lekhwiya SC Champion du Qatar en 2011-2012 - Al Jaish 2e du Qatar en 2011-2012 - Al-Rayyan 3e du Qatar en 2011-2012 - Al-Gharafa Vainqueur de la coupe du Qatar 2011-2012 - Sepahan Ispahan Champion d'Iran en 2011-2012 - Teraktor Sazi 2e d'Iran en 2011-2012 - Esteghlal Vainqueur de la coupe d'Iran 2011-2012 - Al-Ain Champion des Émirats arabes unis en 2011-2012 - Al-Jazira Vainqueur de la coupe des Émirats arabes unis 2011-2012 - Pakhtakor Tachkent Champion d'Ouzbékistan en 2012 | - Al-Shabab Champion d'Arabie saoudite en 2011-2012 - Al-Ahli Vainqueur de la coupe d'Arabie saoudite 2012 - Al-Hilal 3e d'Arabie saoudite en 2011-2012 - Ettifaq FC 4e d'Arabie saoudite en 2011-2012 - Lekhwiya SC Champion du Qatar en 2011-2012 - Al Jaish 2e du Qatar en 2011-2012 - Al-Rayyan 3e du Qatar en 2011-2012 - Al-Gharafa Vainqueur de la coupe du Qatar 2011-2012 - Sepahan Ispahan Champion d'Iran en 2011-2012 - Teraktor Sazi 2e d'Iran en 2011-2012 - Esteghlal Vainqueur de la coupe d'Iran 2011-2012 - Al-Ain Champion des Émirats arabes unis en 2011-2012 - Al-Jazira Vainqueur de la coupe des Émirats arabes unis 2011-2012 - Pakhtakor Tachkent Champion d'Ouzbékistan en 2012 | - Al-Shabab Champion d'Arabie saoudite en 2011-2012 - Al-Ahli Vainqueur de la coupe d'Arabie saoudite 2012 - Al-Hilal 3e d'Arabie saoudite en 2011-2012 - Ettifaq FC 4e d'Arabie saoudite en 2011-2012 - Lekhwiya SC Champion du Qatar en 2011-2012 - Al Jaish 2e du Qatar en 2011-2012 - Al-Rayyan 3e du Qatar en 2011-2012 - Al-Gharafa Vainqueur de la coupe du Qatar 2011-2012 - Sepahan Ispahan Champion d'Iran en 2011-2012 - Teraktor Sazi 2e d'Iran en 2011-2012 - Esteghlal Vainqueur de la coupe d'Iran 2011-2012 - Al-Ain Champion des Émirats arabes unis en 2011-2012 - Al-Jazira Vainqueur de la coupe des Émirats arabes unis 2011-2012 - Pakhtakor Tachkent Champion d'Ouzbékistan en 2012 | - Al-Shabab Champion d'Arabie saoudite en 2011-2012 - Al-Ahli Vainqueur de la coupe d'Arabie saoudite 2012 - Al-Hilal 3e d'Arabie saoudite en 2011-2012 - Ettifaq FC 4e d'Arabie saoudite en 2011-2012 - Lekhwiya SC Champion du Qatar en 2011-2012 - Al Jaish 2e du Qatar en 2011-2012 - Al-Rayyan 3e du Qatar en 2011-2012 - Al-Gharafa Vainqueur de la coupe du Qatar 2011-2012 - Sepahan Ispahan Champion d'Iran en 2011-2012 - Teraktor Sazi 2e d'Iran en 2011-2012 - Esteghlal Vainqueur de la coupe d'Iran 2011-2012 - Al-Ain Champion des Émirats arabes unis en 2011-2012 - Al-Jazira Vainqueur de la coupe des Émirats arabes unis 2011-2012 - Pakhtakor Tachkent Champion d'Ouzbékistan en 2012 | - Guangzhou Evergrande Champion de Chine en 2012 - Jiangsu Sainty 2e de Chine en 2012 - Beijing Guoan 3e de Chine en 2012 - Guizhou Renhe 4e de Chine en 2012 - FC Séoul Champion de Corée du Sud en 2012 - Jeonbuk Hyundai Motors 2e de Corée du Sud en 2012 - Suwon Samsung Bluewings 4e de Corée du Sud en 2012 - Pohang Steelers Vainqueur de la coupe de Corée du Sud 2012 - Sanfrecce Hiroshima Champion du Japon en 2012 - Vegalta Sendai 2e du Japon en 2012 - Urawa Red Diamonds 3e du Japon en 2012 - Kashiwa Reysol Vainqueur de la coupe du Japon 2012 - Central Coast Mariners Champion de la saison régulière d'Australie en 2011-2012 - Muangthong United Champion de Thaïlande en 2012 - FC Bunyodkor 2e d'Ouzbékistan en 2012 | - Guangzhou Evergrande Champion de Chine en 2012 - Jiangsu Sainty 2e de Chine en 2012 - Beijing Guoan 3e de Chine en 2012 - Guizhou Renhe 4e de Chine en 2012 - FC Séoul Champion de Corée du Sud en 2012 - Jeonbuk Hyundai Motors 2e de Corée du Sud en 2012 - Suwon Samsung Bluewings 4e de Corée du Sud en 2012 - Pohang Steelers Vainqueur de la coupe de Corée du Sud 2012 - Sanfrecce Hiroshima Champion du Japon en 2012 - Vegalta Sendai 2e du Japon en 2012 - Urawa Red Diamonds 3e du Japon en 2012 - Kashiwa Reysol Vainqueur de la coupe du Japon 2012 - Central Coast Mariners Champion de la saison régulière d'Australie en 2011-2012 - Muangthong United Champion de Thaïlande en 2012 - FC Bunyodkor 2e d'Ouzbékistan en 2012 | - Guangzhou Evergrande Champion de Chine en 2012 - Jiangsu Sainty 2e de Chine en 2012 - Beijing Guoan 3e de Chine en 2012 - Guizhou Renhe 4e de Chine en 2012 - FC Séoul Champion de Corée du Sud en 2012 - Jeonbuk Hyundai Motors 2e de Corée du Sud en 2012 - Suwon Samsung Bluewings 4e de Corée du Sud en 2012 - Pohang Steelers Vainqueur de la coupe de Corée du Sud 2012 - Sanfrecce Hiroshima Champion du Japon en 2012 - Vegalta Sendai 2e du Japon en 2012 - Urawa Red Diamonds 3e du Japon en 2012 - Kashiwa Reysol Vainqueur de la coupe du Japon 2012 - Central Coast Mariners Champion de la saison régulière d'Australie en 2011-2012 - Muangthong United Champion de Thaïlande en 2012 - FC Bunyodkor 2e d'Ouzbékistan en 2012 | - Guangzhou Evergrande Champion de Chine en 2012 - Jiangsu Sainty 2e de Chine en 2012 - Beijing Guoan 3e de Chine en 2012 - Guizhou Renhe 4e de Chine en 2012 - FC Séoul Champion de Corée du Sud en 2012 - Jeonbuk Hyundai Motors 2e de Corée du Sud en 2012 - Suwon Samsung Bluewings 4e de Corée du Sud en 2012 - Pohang Steelers Vainqueur de la coupe de Corée du Sud 2012 - Sanfrecce Hiroshima Champion du Japon en 2012 - Vegalta Sendai 2e du Japon en 2012 - Urawa Red Diamonds 3e du Japon en 2012 - Kashiwa Reysol Vainqueur de la coupe du Japon 2012 - Central Coast Mariners Champion de la saison régulière d'Australie en 2011-2012 - Muangthong United Champion de Thaïlande en 2012 - FC Bunyodkor 2e d'Ouzbékistan en 2012 | - Guangzhou Evergrande Champion de Chine en 2012 - Jiangsu Sainty 2e de Chine en 2012 - Beijing Guoan 3e de Chine en 2012 - Guizhou Renhe 4e de Chine en 2012 - FC Séoul Champion de Corée du Sud en 2012 - Jeonbuk Hyundai Motors 2e de Corée du Sud en 2012 - Suwon Samsung Bluewings 4e de Corée du Sud en 2012 - Pohang Steelers Vainqueur de la coupe de Corée du Sud 2012 - Sanfrecce Hiroshima Champion du Japon en 2012 - Vegalta Sendai 2e du Japon en 2012 - Urawa Red Diamonds 3e du Japon en 2012 - Kashiwa Reysol Vainqueur de la coupe du Japon 2012 - Central Coast Mariners Champion de la saison régulière d'Australie en 2011-2012 - Muangthong United Champion de Thaïlande en 2012 - FC Bunyodkor 2e d'Ouzbékistan en 2012 | - Guangzhou Evergrande Champion de Chine en 2012 - Jiangsu Sainty 2e de Chine en 2012 - Beijing Guoan 3e de Chine en 2012 - Guizhou Renhe 4e de Chine en 2012 - FC Séoul Champion de Corée du Sud en 2012 - Jeonbuk Hyundai Motors 2e de Corée du Sud en 2012 - Suwon Samsung Bluewings 4e de Corée du Sud en 2012 - Pohang Steelers Vainqueur de la coupe de Corée du Sud 2012 - Sanfrecce Hiroshima Champion du Japon en 2012 - Vegalta Sendai 2e du Japon en 2012 - Urawa Red Diamonds 3e du Japon en 2012 - Kashiwa Reysol Vainqueur de la coupe du Japon 2012 - Central Coast Mariners Champion de la saison régulière d'Australie en 2011-2012 - Muangthong United Champion de Thaïlande en 2012 - FC Bunyodkor 2e d'Ouzbékistan en 2012 | - Guangzhou Evergrande Champion de Chine en 2012 - Jiangsu Sainty 2e de Chine en 2012 - Beijing Guoan 3e de Chine en 2012 - Guizhou Renhe 4e de Chine en 2012 - FC Séoul Champion de Corée du Sud en 2012 - Jeonbuk Hyundai Motors 2e de Corée du Sud en 2012 - Suwon Samsung Bluewings 4e de Corée du Sud en 2012 - Pohang Steelers Vainqueur de la coupe de Corée du Sud 2012 - Sanfrecce Hiroshima Champion du Japon en 2012 - Vegalta Sendai 2e du Japon en 2012 - Urawa Red Diamonds 3e du Japon en 2012 - Kashiwa Reysol Vainqueur de la coupe du Japon 2012 - Central Coast Mariners Champion de la saison régulière d'Australie en 2011-2012 - Muangthong United Champion de Thaïlande en 2012 - FC Bunyodkor 2e d'Ouzbékistan en 2012 | - Guangzhou Evergrande Champion de Chine en 2012 - Jiangsu Sainty 2e de Chine en 2012 - Beijing Guoan 3e de Chine en 2012 - Guizhou Renhe 4e de Chine en 2012 - FC Séoul Champion de Corée du Sud en 2012 - Jeonbuk Hyundai Motors 2e de Corée du Sud en 2012 - Suwon Samsung Bluewings 4e de Corée du Sud en 2012 - Pohang Steelers Vainqueur de la coupe de Corée du Sud 2012 - Sanfrecce Hiroshima Champion du Japon en 2012 - Vegalta Sendai 2e du Japon en 2012 - Urawa Red Diamonds 3e du Japon en 2012 - Kashiwa Reysol Vainqueur de la coupe du Japon 2012 - Central Coast Mariners Champion de la saison régulière d'Australie en 2011-2012 - Muangthong United Champion de Thaïlande en 2012 - FC Bunyodkor 2e d'Ouzbékistan en 2012 |
| Barrages | | | | | | | | | | | | | | | |
| Asie de l'ouest | Asie de l'ouest | Asie de l'ouest | Asie de l'ouest | Asie de l'ouest | Asie de l'ouest | Asie de l'ouest | Asie de l'ouest | Asie de l'est | Asie de l'est | Asie de l'est | Asie de l'est | Asie de l'est | Asie de l'est | Asie de l'est | Asie de l'est |
| - Al-Nasr 2e des Émirats arabes unis en 2011-2012 - Al-Shabab 3e des Émirats arabes unis en 2011-2012 - Saba Qom 4e d'Iran en 2011-2012 - Lokomotiv Tachkent 3e d'Ouzbékistan en 2012 | - Al-Nasr 2e des Émirats arabes unis en 2011-2012 - Al-Shabab 3e des Émirats arabes unis en 2011-2012 - Saba Qom 4e d'Iran en 2011-2012 - Lokomotiv Tachkent 3e d'Ouzbékistan en 2012 | - Al-Nasr 2e des Émirats arabes unis en 2011-2012 - Al-Shabab 3e des Émirats arabes unis en 2011-2012 - Saba Qom 4e d'Iran en 2011-2012 - Lokomotiv Tachkent 3e d'Ouzbékistan en 2012 | - Al-Nasr 2e des Émirats arabes unis en 2011-2012 - Al-Shabab 3e des Émirats arabes unis en 2011-2012 - Saba Qom 4e d'Iran en 2011-2012 - Lokomotiv Tachkent 3e d'Ouzbékistan en 2012 | - Al-Nasr 2e des Émirats arabes unis en 2011-2012 - Al-Shabab 3e des Émirats arabes unis en 2011-2012 - Saba Qom 4e d'Iran en 2011-2012 - Lokomotiv Tachkent 3e d'Ouzbékistan en 2012 | - Al-Nasr 2e des Émirats arabes unis en 2011-2012 - Al-Shabab 3e des Émirats arabes unis en 2011-2012 - Saba Qom 4e d'Iran en 2011-2012 - Lokomotiv Tachkent 3e d'Ouzbékistan en 2012 | - Al-Nasr 2e des Émirats arabes unis en 2011-2012 - Al-Shabab 3e des Émirats arabes unis en 2011-2012 - Saba Qom 4e d'Iran en 2011-2012 - Lokomotiv Tachkent 3e d'Ouzbékistan en 2012 | - Al-Nasr 2e des Émirats arabes unis en 2011-2012 - Al-Shabab 3e des Émirats arabes unis en 2011-2012 - Saba Qom 4e d'Iran en 2011-2012 - Lokomotiv Tachkent 3e d'Ouzbékistan en 2012 | - Brisbane Roar Vainqueur de la phase finale d'Australie en 2011-2012 - Buriram United Vainqueur de la coupe de Thaïlande 2012 | - Brisbane Roar Vainqueur de la phase finale d'Australie en 2011-2012 - Buriram United Vainqueur de la coupe de Thaïlande 2012 | - Brisbane Roar Vainqueur de la phase finale d'Australie en 2011-2012 - Buriram United Vainqueur de la coupe de Thaïlande 2012 | - Brisbane Roar Vainqueur de la phase finale d'Australie en 2011-2012 - Buriram United Vainqueur de la coupe de Thaïlande 2012 | - Brisbane Roar Vainqueur de la phase finale d'Australie en 2011-2012 - Buriram United Vainqueur de la coupe de Thaïlande 2012 | - Brisbane Roar Vainqueur de la phase finale d'Australie en 2011-2012 - Buriram United Vainqueur de la coupe de Thaïlande 2012 | - Brisbane Roar Vainqueur de la phase finale d'Australie en 2011-2012 - Buriram United Vainqueur de la coupe de Thaïlande 2012 | - Brisbane Roar Vainqueur de la phase finale d'Australie en 2011-2012 - Buriram United Vainqueur de la coupe de Thaïlande 2012 |

## Calendrier
Cette saison est marquée par le changement de format des huitièmes de finale et de la finale. Auparavant en un seul match chez les huit vainqueurs de groupe, les huitièmes se jouent désormais en rencontre aller-retour. La finale se joue également en match aller-retour cette saison.
| Nom                                             | Tirage au sort   | Date aller                         | Date retour                             | Équipes participantes | Équipes restantes |
| Barrages                                        | Barrages         | Barrages                           | Barrages                                | Barrages              | Barrages          |
| ----------------------------------------------- | ---------------- | ---------------------------------- | --------------------------------------- | --------------------- | ----------------- |
| Barrages                                        | 6 décembre 2012  | 9 ou 16 février                    | 9 ou 16 février                         | 6                     | 3                 |
| Phase de groupes                                |                  |                                    |                                         |                       |                   |
| Journées 1 et 5 Journées 2 et 6 Journées 3 et 4 | 6 décembre 2012  | 26-27 février 12-13 mars 2-3 avril | 23-24 avril 30 avril-1er mai 9-10 avril | 32                    | 32 à 16           |
| Phase finale                                    |                  |                                    |                                         |                       |                   |
| Huitièmes de finale                             |                  | 14-15 mai                          | 21-22 mai                               | 16                    | 16 à 8            |
| Quarts de finale                                |                  | 21 août                            | 18 septembre                            | 8                     | 8 à 4             |
| Demi-finales                                    | 25 septembre     | 2 octobre                          | 4                                       | 4 à 2                 |                   |
| Finale                                          | 25 ou 26 octobre | 8 ou 9 novembre                    | 2                                       | 2 à 1                 |                   |

## Barrages
Contrairement aux précédentes éditions, les perdants des barrages ne sont plus repêchés pour la phase de groupes de la Coupe de l'AFC.
| Saba Qom | 1 - 1 3-5 tab | Al-Shabab          |
| Al-Nasr  | 3 - 2         | Lokomotiv Tachkent |

| Buriram United | 0 - 0 3 - 0 tab | Brisbane Roar |

## Phase de groupes
Légende des classements
- Qualifié pour les huitièmes de finale

Légende des résultats
- Victoire à domicile
- Match nul
- Victoire à l'extérieur

### Groupe A
| Rang | Équipe        | Pts | J | G | N | P | Bp | Bc | Diff |  | Résultats (▼ dom., ► ext.) |     |     |     |     |
| ---- | ------------- | --- | - | - | - | - | -- | -- | ---- |  | -------------------------- | --- | --- | --- | --- |
| 1    | Al-Shabab     | 13  | 6 | 4 | 1 | 1 | 7  | 5  | +2   |  | Al-Shabab                  |     | 2-0 | 1-0 | 2-1 |
| 2    | Al Jaish      | 11  | 6 | 3 | 2 | 1 | 14 | 9  | +5   |  | Al Jaish                   | 3-0 |     | 3-3 | 3-1 |
| 3    | Al-Jazira     | 5   | 6 | 1 | 2 | 2 | 7  | 10 | -3   |  | Al-Jazira                  | 1-1 | 1-1 | 2-0 |     |
| 4    | Teraktor Sazi | 4   | 6 | 1 | 1 | 3 | 8  | 12 | -4   |  | Teraktor Sazi              | 0-1 | 2-4 |     | 3-1 |

### Groupe B
| Rang | Équipe             | Pts | J | G | N | P | Bp | Bc | Diff |  | Résultats (▼ dom., ► ext.) |     |     |     |     |
| ---- | ------------------ | --- | - | - | - | - | -- | -- | ---- |  | -------------------------- | --- | --- | --- | --- |
| 1    | Lekhwiya SC        | 11  | 6 | 3 | 2 | 1 | 10 | 7  | +3   |  | Lekhwiya SC                |     | 3-1 | 2-0 | 2-1 |
| 2    | Al Shabab Dubaï    | 9   | 6 | 3 | 0 | 3 | 8  | 9  | -1   |  | Al Shabab Dubaï            | 3-1 | 0-1 | 1-0 |     |
| 3    | Ettifaq FC         | 7   | 6 | 2 | 1 | 3 | 6  | 5  | +1   |  | Ettifaq FC                 | 0-0 | 2-0 |     | 4-1 |
| 4    | Pakhtakor Tachkent | 7   | 6 | 2 | 1 | 3 | 6  | 9  | -3   |  | Pakhtakor Tachkent         | 2-2 |     | 1-0 | 1-2 |

### Groupe C
| Rang | Équipe          | Pts | J | G | N | P | Bp | Bc | Diff |  | Résultats (▼ dom., ► ext.) |     |     |     |     |
| ---- | --------------- | --- | - | - | - | - | -- | -- | ---- |  | -------------------------- | --- | --- | --- | --- |
| 1    | Al-Ahli         | 14  | 6 | 4 | 2 | 0 | 16 | 8  | +8   |  | Al-Ahli                    |     | 2-0 | 4-1 | 2-2 |
| 2    | Al-Gharafa SC   | 10  | 6 | 3 | 1 | 2 | 13 | 11 | +2   |  | Al-Gharafa SC              | 2-2 |     | 3-1 | 3-1 |
| 3    | Sepahan Ispahan | 9   | 6 | 3 | 0 | 3 | 12 | 13 | -1   |  | Sepahan Ispahan            | 2-4 | 3-1 |     | 3-0 |
| 4    | Al Nasr Dubaï   | 1   | 6 | 0 | 1 | 5 | 7  | 16 | -9   |  | Al Nasr Dubaï              | 1-2 | 2-4 | 1-2 |     |

### Groupe D
| Rang | Équipe    | Pts | J | G | N | P | Bp | Bc | Diff |  | Résultats (▼ dom., ► ext.) |     |     |     |     |
| ---- | --------- | --- | - | - | - | - | -- | -- | ---- |  | -------------------------- | --- | --- | --- | --- |
| 1    | Esteghlal | 13  | 6 | 4 | 1 | 1 | 11 | 5  | +6   |  | Esteghlal                  |     | 2-0 | 0-1 | 3-0 |
| 2    | Al-Hilal  | 12  | 6 | 4 | 0 | 2 | 10 | 6  | +4   |  | Al-Hilal                   | 1-2 | 2-0 |     | 3-1 |
| 3    | Al-Ain    | 6   | 6 | 2 | 0 | 4 | 6  | 9  | -3   |  | Al-Ain                     | 0-1 |     | 3-1 | 2-1 |
| 4    | Al-Rayyan | 4   | 6 | 1 | 1 | 4 | 7  | 14 | -7   |  | Al-Rayyan                  | 0-2 | 2-1 | 0-1 |     |

### Groupe E
| Rang | Équipe         | Pts | J | G | N | P | Bp | Bc | Diff |  | Résultats (▼ dom., ► ext.) |     |     |     |     |
| ---- | -------------- | --- | - | - | - | - | -- | -- | ---- |  | -------------------------- | --- | --- | --- | --- |
| 1    | FC Séoul       | 11  | 6 | 3 | 2 | 1 | 11 | 5  | +6   |  | FC Séoul                   |     | 2-1 | 2-2 | 5-1 |
| 2    | Buriram United | 7   | 6 | 1 | 4 | 1 | 6  | 6  | 0    |  | Buriram United             | 0-0 | 1-1 |     | 2-0 |
| 3    | Jiangsu Sainty | 7   | 6 | 2 | 1 | 3 | 5  | 10 | -5   |  | Jiangsu Sainty             | 0-2 | 0-0 | 2-0 |     |
| 4    | Vegalta Sendai | 6   | 6 | 1 | 3 | 2 | 5  | 6  | -1   |  | Vegalta Sendai             | 1-0 |     | 1-1 | 1-2 |

### Groupe F
| Rang | Équipe                 | Pts | J | G | N | P | Bp | Bc | Diff |  | Résultats (▼ dom., ► ext.) |     |     |     |     |
| ---- | ---------------------- | --- | - | - | - | - | -- | -- | ---- |  | -------------------------- | --- | --- | --- | --- |
| 1    | Guangzhou Evergrande   | 11  | 6 | 3 | 2 | 1 | 14 | 5  | +9   |  | Guangzhou Evergrande       |     | 0-0 | 3-0 | 4-0 |
| 2    | Jeonbuk Hyundai Motors | 10  | 6 | 2 | 4 | 0 | 10 | 6  | +4   |  | Jeonbuk Hyundai Motors     | 1-1 |     | 2-2 | 2-0 |
| 3    | Urawa Red Diamonds     | 10  | 6 | 3 | 1 | 2 | 11 | 11 | 0    |  | Urawa Red Diamonds         | 3-2 | 1-3 |     | 4-1 |
| 4    | Muangthong United      | 1   | 6 | 0 | 1 | 5 | 4  | 17 | -13  |  | Muangthong United          | 1-4 | 2-2 | 0-1 |     |

### Groupe G
| Rang | Équipe              | Pts | J | G | N | P | Bp | Bc | Diff |  | Résultats (▼ dom., ► ext.) |     |     |     |     |
| ---- | ------------------- | --- | - | - | - | - | -- | -- | ---- |  | -------------------------- | --- | --- | --- | --- |
| 1    | FC Bunyodkor        | 10  | 6 | 2 | 4 | 0 | 6  | 3  | +3   |  | FC Bunyodkor               |     | 2-2 | 0-0 | 0-0 |
| 2    | Beijing Guoan       | 9   | 6 | 2 | 3 | 1 | 4  | 2  | +2   |  | Beijing Guoan              | 0-1 | 2-0 |     | 2-1 |
| 3    | Pohang Steelers     | 7   | 6 | 1 | 4 | 1 | 5  | 6  | -1   |  | Pohang Steelers            | 1-1 |     | 0-0 | 1-1 |
| 4    | Sanfrecce Hiroshima | 3   | 6 | 0 | 3 | 3 | 2  | 6  | -4   |  | Sanfrecce Hiroshima        | 0-2 | 0-1 | 0-0 |     |

### Groupe H
| Rang | Équipe                  | Pts | J | G | N | P | Bp | Bc | Diff |  | Résultats (▼ dom., ► ext.) |     |     |     |     |
| ---- | ----------------------- | --- | - | - | - | - | -- | -- | ---- |  | -------------------------- | --- | --- | --- | --- |
| 1    | Kashiwa Reysol          | 14  | 6 | 4 | 2 | 0 | 14 | 4  | +10  |  | Kashiwa Reysol             |     | 1-1 | 3-1 | 0-0 |
| 2    | Central Coast Mariners  | 7   | 6 | 2 | 1 | 2 | 5  | 9  | -4   |  | Central Coast Mariners     | 0-3 | 2-1 |     | 0-0 |
| 3    | Guizhou Renhe           | 6   | 6 | 1 | 3 | 2 | 6  | 7  | -1   |  | Guizhou Renhe              | 0-1 |     | 2-1 | 2-2 |
| 4    | Suwon Samsung Bluewings | 4   | 6 | 0 | 4 | 2 | 4  | 9  | -5   |  | Suwon Samsung Bluewings    | 2-6 | 0-0 | 0-1 |     |

## Phase finale

### Huitièmes de finale
| Équipe                 | Aller           | Total           | Retour          | Équipe               |
| Asie de l'ouest        | Asie de l'ouest | Asie de l'ouest | Asie de l'ouest | Asie de l'ouest      |
| ---------------------- | --------------- | --------------- | --------------- | -------------------- |
| Al-Gharafa SC          | 1 - 2           | 1 - 5           | 0 - 3           | Al-Shabab Riyad      |
| Al Jaish               | 1 - 1           | 1 - 3           | 0 - 2           | Al-Ahli              |
| Al-Hilal               | 0 - 1           | 2 - 3           | 2 - 2           | Lekhwiya SC          |
| Al Shabab Dubaï        | 2 - 4           | 2 - 4           | 0 - 0           | Esteghlal            |
| Asie de l'est          |                 |                 |                 |                      |
| Beijing Guoan          | 0 - 0           | 1 - 3           | 1 - 3           | FC Séoul             |
| Buriram United         | 2 - 1           | 2 - 1           | 0 - 0           | FC Bunyodkor         |
| Central Coast Mariners | 1 - 2           | 1 - 5           | 0 - 3           | Guangzhou Evergrande |
| Jeonbuk Hyundai Motors | 0 - 2           | 2 - 5           | 2 - 3           | Kashiwa Reysol       |

### Tableau final
|  | Quarts de finale     | Quarts de finale     | Quarts de finale     | Quarts de finale     |                |                | Demi-finales | Demi-finales | Demi-finales | Demi-finales |  |  | Finale | Finale | Finale | Finale |
|  |                      |                      |                      |                      |                |                |              |              |              |              |  |  |        |        |        |        |
|  |                      |                      |                      |                      |                |                |              |              |              |              |  |  |        |        |        |        |
|  |                      |                      |                      |                      |                |                |              |              |              |              |  |  |        |        |        |        |
|  | Al-Ahli              | Al-Ahli              | 1                    | 0                    |                |                |              |              |              |              |  |  |        |        |        |        |
|  | Al-Ahli              | Al-Ahli              | 1                    | 0                    |                |                |              |              |              |              |  |  |        |        |        |        |
|  | FC Seoul             | FC Seoul             | 1                    | 1                    |                |                |              |              |              |              |  |  |        |        |        |        |
|  | FC Seoul             | FC Seoul             | 1                    | 1                    | FC Seoul       | FC Seoul       | 2            | 2            |              |              |  |  |        |        |        |        |
|  |                      |                      |                      |                      | FC Seoul       | FC Seoul       | 2            | 2            |              |              |  |  |        |        |        |        |
|  |                      |                      | Esteghlal            | Esteghlal            | 0              | 2              |              |              |              |              |  |  |        |        |        |        |
|  | Esteghlal            | Esteghlal            | Esteghlal            | Esteghlal            | 0              | 2              | 1            | 2            |              |              |  |  |        |        |        |        |
|  | Esteghlal            | Esteghlal            |                      |                      |                |                |              | 2            |              |              |  |  |        |        |        |        |
|  | Buriram United       | Buriram United       | 0                    | 1                    |                |                |              |              |              |              |  |  |        |        |        |        |
|  | Buriram United       | Buriram United       | 0                    | 1                    | FC Seoul       | FC Seoul       | 2            | 1            |              |              |  |  |        |        |        |        |
|  |                      |                      |                      |                      | FC Seoul       | FC Seoul       | 2            | 1            |              |              |  |  |        |        |        |        |
|  |                      |                      | Guangzhou Evergrande | Guangzhou Evergrande | 2              | 1e             |              |              |              |              |  |  |        |        |        |        |
|  | Kashiwa Reysol       | Kashiwa Reysol       | Guangzhou Evergrande | Guangzhou Evergrande | 2              | 1e             | 1            | 2e           |              |              |  |  |        |        |        |        |
|  | Kashiwa Reysol       | Kashiwa Reysol       |                      |                      |                |                |              |              |              |              |  |  |        |        |        |        |
|  | Al-Shabab            | Al-Shabab            | 1                    | 2                    |                |                |              |              |              |              |  |  |        |        |        |        |
|  | Al-Shabab            | Al-Shabab            | 1                    | 2                    | Kashiwa Reysol | Kashiwa Reysol | 1            | 0            |              |              |  |  |        |        |        |        |
|  |                      |                      |                      |                      | Kashiwa Reysol | Kashiwa Reysol | 1            | 0            |              |              |  |  |        |        |        |        |
|  |                      |                      | Guangzhou Evergrande | Guangzhou Evergrande | 4              | 4              |              |              |              |              |  |  |        |        |        |        |
|  | Guangzhou Evergrande | Guangzhou Evergrande | Guangzhou Evergrande | Guangzhou Evergrande | 4              | 4              | 2            | 4            |              |              |  |  |        |        |        |        |
|  | Guangzhou Evergrande | Guangzhou Evergrande |                      |                      |                |                |              | 4            |              |              |  |  |        |        |        |        |
|  | Lekhwiya SC          | Lekhwiya SC          | 0                    | 1                    |                |                |              |              |              |              |  |  |        |        |        |        |
|  | Lekhwiya SC          | Lekhwiya SC          | 0                    | 1                    |                |                |              |              |              |              |  |  |        |        |        |        |
|  |                      |                      |                      |                      |                |                |              |              |              |              |  |  |        |        |        |        |

### Finale
| 26 octobre 2013 | FC Seoul                      | 2 - 2 | Guangzhou Evergrande      | Seoul World Cup Stadium, Séoul                   |                                                  |
| 19:30           | Escudero 11e · Damjanović 83e |       | 30e Elkeson · 58e Gao Lin | Spectateurs : 55 501 Arbitrage : Ravshan Irmatov | Spectateurs : 55 501 Arbitrage : Ravshan Irmatov |
| 19:30           | (Rapport)                     |       |                           | Spectateurs : 55 501 Arbitrage : Ravshan Irmatov | Spectateurs : 55 501 Arbitrage : Ravshan Irmatov |

| 9 novembre 2013 | Guangzhou Evergrande | 1 - 1 | FC Seoul       | Stade Tianhe, Canton                             |                                                  |
| 20:00           | Elkeson 58e          |       | 63e Damjanović | Spectateurs : 55 847 Arbitrage : Nawaf Shukralla | Spectateurs : 55 847 Arbitrage : Nawaf Shukralla |
| 20:00           | (Rapport)            |       |                | Spectateurs : 55 847 Arbitrage : Nawaf Shukralla | Spectateurs : 55 847 Arbitrage : Nawaf Shukralla |

| Ligue des champions de l'AFC Vainqueur 2013 |
| ------------------------------------------- |
| Drapeau de la République populaire de Chine |
| Guangzhou Evergrande Premier titre          |